# John Hay (Marineoffizier, 1793)

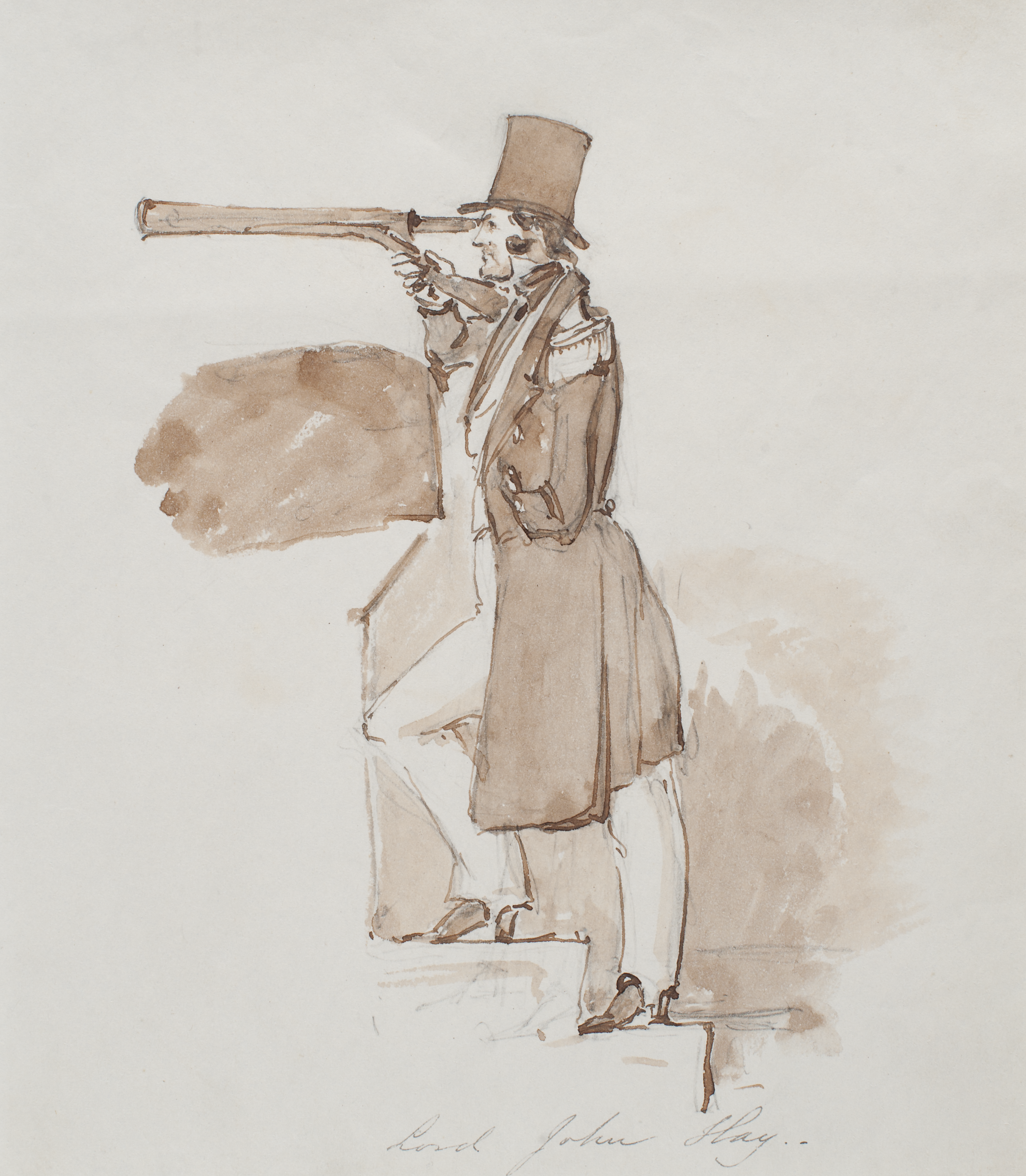
Lord John Hay, 1843

Lord John Hay CB (* 1. April 1793 in Yester, Haddingtonshire; † 26. August 1851 in Devonport, Devon) war ein britischer Marineoffizier und Politiker.

## Leben
Er war das neunte Kind und der dritte Sohn des George Hay, 7. Marquess of Tweeddale (1733–1804), aus dessen Ehe mit Lady Hannah Charlotte Maitland (1762–1804), Tochter des James Maitland, 7. Earl of Lauderdale. Als jüngerer Sohn eines Marquess führte er seit Geburt das Höflichkeitsprädikat Lord.
1804 trat er in die Royal Navy ein und diente im Vierten Koalitionskrieg ab 1806 auf einer Fregatte im Mittelmeer. Bei einem Entergefecht gegen ein französisches Schiff vor Hyères verlor er 1807 seinen linken Arm. 1812 wurde er zum Lieutenant befördert und auf die Westindischen Inseln versetzt. 1814 zum Commander befördert, erhielt er 1815 vor Lissabon mit der HMS Opossum (eine Brigg-Sloop der Cherokee-Klasse), auf der er im Ärmelkanal und vor Nordamerika eingesetzt wurde, sein erstes eigenes Kommando. 1818 wurde er zum Captain befördert.
Von 1826 bis 1831 war er als Abgeordneter für Haddingtonshire Mitglied des britischen House of Commons. Er stand der liberalen Partei der Whigs nahe.
1833 wurde er mit der Silbermedaille der Royal Society of Arts ausgezeichnet, in Anerkennung seiner Erfindung eines Teleskop-Halters, der sich einhändig bedienen lässt.
Als Kommandant des Raddampfers HMS Phoenix und ab 1837 der Fregatte HMS North Star unterstützte er ab 1836 im Ersten Carlistenkrieg (1833–1840) die spanischen Regierungstruppen. Für seinen Beitrag zur Verteidigung Bilbaos gegen die Carlisten wurde er als Companion des Order of the Bath (CB) sowie als Großkreuzritter des spanischen Ordens Karls III. ausgezeichnet. Nach dem Krieg war er von 1841 bis 1845 als Kommandant des Linienschiffs HMS Warspite vor Nordamerika und in der Karibik eingesetzt.
1846 heiratete er Mary Anne Cameron († 1850), Tochter des Donald Cameron of Lochiel, Chief des Clan Cameron. Die Ehe blieb kinderlos.
Von Juli 1846 bis Februar 1850 amtierte als Lord der Admiralität und von 1847 bis 1850 war er als Abgeordneter für New Windsor erneut Mitglied des House of Commons. 1850 wurde er zum Commodore-Superintendent der Marinebasis Devonport ernannt.
Am 21. August 1851 wurde er zum Rear-Admiral befördert, und starb fünf Tage später im Alter von 58 Jahren.